# الثمامية (وادي الدواسر)
مركز الثمامية هو مركزٌ إداري تابعٌ لمحافظة وادي الدواسر في منطقة الرياض ، ويصنف من فئة (ب) ورمزه 1270.